# Jairón Bonett
Jairón Bonett (n. San Lorenzo, Ecuador; 4 de octubre de 1995) es un futbolista ecuatoriano. Juega de extremo y su equipo actual es Liga de Portoviejo de la Segunda categoría del Ecuador. 

## Trayectoria
Empezó su carrera futbolística en el equipo chulla en el año 2012, hizo las formativas en Sociedad Deportivo Quito, la sub-16, la sub-18, la sub-20 en 2013, posteriormente pasó a la reserva. En enero de 2014 tuvo un espacio en el equipo principal de Deportivo Quito que disputaba la Serie A.
En 2014 bajo el mando de Juan Carlos Garay tuvo su debut en el primer equipo en la máxima categoría del fútbol ecuatoriano el 26 de marzo de 2014, en el partido de la fecha 2 de la primera etapa 2014 ante el Club Sport Emelec, fue titular aquel partido que terminó en empate 0–0. Marcó su primer gol en la Serie A el 18 de julio de 2014 en la fecha 20 de la primera etapa, convirtió el primer gol con el que Deportivo Quito venció a Olmedo como local por 2–1. Continuó con el equipo de la plaza del teatro en 2015 también.
Para 2016 cambia a otro equipo de la misma ciudad de Quito, a Sociedad Deportiva Aucas donde en 23 partidos en Primera A anotó 2 goles, a principios de 2017 fue cedido a préstamo al Clan Juvenil de la Serie A. Después de 7 meses al finalizar el préstamo volvió a Aucas para jugar en la Serie A en la temporada 2018.
En la temporada 2019 llega en condición de libre al Club Deportivo América donde permaneció la mitad de la LigaPro Banco Pichincha, la otra mitad de la temporada fue fichado por el Manta Fútbol Club, también de la Serie B. Participó en algunos juegos de la Copa Ecuador.
En 2016 fue parte del equipo de Aucas que disputó la primera fase de la Copa Sudamericana ante Real Garcilaso de Perú, siendo esta su primera experiencia internacional.

## Estadísticas

### Clubes
Actualizado al último partido disputado el 29 de octubre de 2024.
| Club                         | Div.          | Temporada     | Liga  | Liga  | Copas nacionales | Copas nacionales | Copas internacionales | Copas internacionales | Total | Total |
| Club                         | Div.          | Temporada     | Part. | Goles | Part.            | Goles            | Part.                 | Goles                 | Part. | Goles |
| ---------------------------- | ------------- | ------------- | ----- | ----- | ---------------- | ---------------- | --------------------- | --------------------- | ----- | ----- |
| Deportivo Quito · Ecuador    | 1.ª           | 2013          | 3     | 0     | —                | —                | —                     | —                     | 3     | 0     |
| Deportivo Quito · Ecuador    | 1.ª           | 2014          | 33    | 7     | —                | —                | —                     | —                     | 33    | 7     |
| Deportivo Quito · Ecuador    | 1.ª           | 2015          | 24    | 3     | —                | —                | —                     | —                     | 24    | 3     |
| Aucas · Ecuador              | 2.ª           | 2016          | 25    | 4     | —                | —                | 0                     | 0                     | 25    | 4     |
| Aucas · Ecuador              | 1.ª           | 2017          | 20    | 2     | —                | —                | —                     | —                     | 20    | 2     |
| Aucas · Ecuador              | 1.ª           | 2018          | 26    | 4     | —                | —                | —                     | —                     | 26    | 4     |
| Aucas · Ecuador              | Total club    | Total club    | 71    | 10    | 0                | 0                | 0                     | 0                     | 71    | 10    |
| Clan Juvenil · Ecuador       | 1.ª           | 2017          | 19    | 3     | —                | —                | —                     | —                     | 19    | 3     |
| Clan Juvenil · Ecuador       | Total club    | Total club    | 19    | 3     | 0                | 0                | 0                     | 0                     | 19    | 3     |
| América de Quito · Ecuador   | 1.ª           | 2019          | 9     | 0     | 1                | 0                | —                     | —                     | 10    | 0     |
| Manta F. C. · Ecuador        | 2.ª           | 2019          | 18    | 1     | 0                | 0                | —                     | —                     | 18    | 1     |
| Manta F. C. · Ecuador        | Total club    | Total club    | 18    | 1     | 0                | 0                | 0                     | 0                     | 18    | 1     |
| 9 de Octubre F. C. · Ecuador | 2.ª           | 2020          | 11    | 0     | —                | —                | —                     | —                     | 11    | 0     |
| 9 de Octubre F. C. · Ecuador | Total club    | Total club    | 11    | 0     | 0                | 0                | 0                     | 0                     | 11    | 0     |
| La Unión · Ecuador           | 3.ª           | 2021          | 6     | 0     | —                | —                | —                     | —                     | 6     | 0     |
| Deportivo Quito · Ecuador    | 3.ª           | 2022          | 0     | 0     | —                | —                | —                     | —                     | 0     | 0     |
| Deportivo Quito · Ecuador    | Total club    | Total club    | 60    | 10    | 0                | 0                | 0                     | 0                     | 60    | 10    |
| La Unión · Ecuador           | 3.ª           | 2023          | 0     | 0     | —                | —                | —                     | —                     | 0     | 0     |
| La Unión · Ecuador           | Total club    | Total club    | 6     | 0     | 0                | 0                | 0                     | 0                     | 6     | 0     |
| América de Quito · Ecuador   | 3.ª           | 2024          | 0     | 0     | —                | —                | —                     | —                     | 0     | 0     |
| América de Quito · Ecuador   | Total club    | Total club    | 9     | 0     | 1                | 0                | 0                     | 0                     | 10    | 0     |
| Chacaritas · Ecuador         | 2.ª           | 2024          | 14    | 0     | —                | —                | —                     | —                     | 14    | 0     |
| Chacaritas · Ecuador         | Total club    | Total club    | 14    | 0     | 0                | 0                | 0                     | 0                     | 14    | 0     |
| Total carrera                | Total carrera | Total carrera | 208   | 24    | 1                | 0                | 0                     | 0                     | 209   | 24    |
| 1.                           |               |               |       |       |                  |                  |                       |                       |       |       |